# Microtettigonia whippoo
Microtettigonia whippoo är en insektsart som beskrevs av Rentz, D.C.F. 2001. Microtettigonia whippoo ingår i släktet Microtettigonia och familjen vårtbitare. Inga underarter finns listade i Catalogue of Life.